# Мункожапов, Данжа
Данжа́ Мункожа́пов — бурятский религиозный деятель, буддистский философ, врач тибетской медицины, председатель Центрального духовного совета СССР, 16-й Пандито Хамбо-лама  (1925—1932).

## Биография
Родился в местности Галтай возле улуса Удунга Селенгинской степной думы, Забайкальская область. В возрасте 7 лет начал обучаться в Иройском дацане. Через несколько лет перешёл в философскую школу Тамчинского дацана. По окончании школы успешно защитил учёную степень гэбши. После этого, пройдя полный курс обучения на философском факультете чойра, успешно выдержал экзамены на высшую духовную учёную степень — габжа. 
На этом Мункожапов не перестаёт учиться и поступает на манба-факультет дацана, чтобы получить образование врача тибетской медицины. Сделал он это ради оказания врачебной помощи простым бедным людям.
Был избран делегатом на I Духовный съезд в Шулутском дацане, который прошёл в октябре 1922 года. На этом съезде был создан центральный орган административного управления буддистской церковью Бурятии — Центральный духовный совет (ЦДС). 
22 декабря 1925 года на II Духовном соборе буддистов Данжа Мункожапов избирается на должность Пандито Хамбо-ламы и председателем Центрального духовного совета СССР. В 1927 году, в глубокой тайне он провёл проводы тела Хамбо-ламы Итигэлова в местности Хухэ Зурхэн в Иволгинском районе Бурятии. 
В 1928 году кинорежиссёр Всеволод Пудовкин начал снимать фильм «Потомок Чингисхана». Один из эпизодов должен был сниматься в Тамчинском дацане, однако ламы были против съёмок на территории храма. Тогда правительство Бурят-Монголии обратилось с просьбой о разрешении съёмок к Хамбо-ламе, и Данжа Мункожапов дал согласие. Более того, специально для съёмок было перенесено время проведения мистерии Цам, и этот эпизод впервые показал европейскому миру экранный образ бурятского буддизма. 
12 декабря 1930 года Хамбо-лама Данжа Мункожапов был арестован сотрудниками ОГПУ по обвинению в антисоветской деятельности. 28 ноября 1931 года был приговорён к 10 годам лишения свободы. Срок отбывал в Западно-Сибирском крае. 
25 декабря 1937 года Тройка НКВД по Новосибирской области приговорила Мункожапова к расстрелу, который был приведён в исполнение 13 января 1938 года.